# Селіванівський заказник
Селіванівський заказник — один з об'єктів природно-заповідного фонду Одеської області, ландшафтний заказник місцевого значення.

## Розташування
Заказник розташований у Подільському районі Одеської області. Перебуває у постійному користуванні Державного підприємства «Ананьївське лісове господарство».

## Історія
Природоохоронний ліс, розташований на правому схилі річки Тилігул, був зарезервований у 1993 році як цінна у природоохоронному відношенні територія на межі степової і лісостепової зон України.
У 2008 році Ананьївська районна рада винесла рішення клопотати перед Державним управлінням екології та природних ресурсів в Одеській області щодо створення в Ананьївському районі, у витоках річки Тилігул, на території Ананьївської Першої сільської ради, ландшафтного заказника місцевого значення «Селіванівський». Рішенням сесії обласної ради за № 87 від 18 лютого 2011 року Ананьївському району за рахунок коштів обласного фонду охорони довкілля виділена субвенція з обласного бюджету в сумі 59,5 тис. грн на розробку проекту створення цього ландшафтного заказника. 
Ландшафтний заказник місцевого значення «Селіванівський» був оголошений рішенням № 631-VI шістнадцятої сесії Одеської обласної ради народних депутатів шостого скликання від 9 листопада 2012 року, враховуючи згоду постійного користувача земельної ділянки — державного підприємства «Ананьївське лісове господарство».

## Мета
Мета створення заказника — підтримання загального екологічного балансу, збереження найцінніших природних комплексів, різноманітності ландшафтів і генофонду рослинного й тваринного світу Одеської області.

## Загальна характеристика
Загальна площа ландшафтного заказника місцевого значення «Селіванівський» становить 80,0 га. Заказник являє собою природний ландшафт, представлений лісовими насадженнями з ділянками степової рослинності. 

## Флора
На території заказника зростає велика кількість рослин, занесених до Червоної книги України і Червоного списку Одеської області, зокрема первоцвіти.